# Rhodoleia
Rhodoleia es un género de plantas de la familia Hamamelidaceae. Es originario de Vietnam. Comprende 11 especies descritas y de estas, solo 6 aceptadas.

## Taxonomía
El género fue descrito por  Champ. ex Hook.   y publicado en Botanical Magazine 76: , pl. 4509. 1850. La especie tipo es: Rhodoleia championii Hook. f.	

## Especies aceptadas
A continuación se brinda un listado de las especies del género Rhodoleia aceptadas hasta mayo de 2014, ordenadas alfabéticamente. Para cada una se indica el nombre binomial seguido del autor, abreviado según las convenciones y usos. 
- Rhodoleia championii Hook. f.
- Rhodoleia forrestii Chun ex Exell
- Rhodoleia henryi Tong
- Rhodoleia macrocarpa Hung T. Chang
- Rhodoleia parvipetala Tong
- Rhodoleia stenopetala Hung T. Chang